# Área censal de Dillingham
El área censal de Dillingham (en inglés: Dillingham Census Area) es una de las 11 áreas censales del estado estadounidense de Alaska. En el censo del año 2000, el área censal tenía una población de 16,006 habitantes y una densidad poblacional de 0 persona por km². El área por ser parte del borough no organizado no posee sede de borough, mientras que la ciudad más grande es Dillingham ubicada en un pequeño brazo de la Bahía de Bristol en el Mar de Bering.

## Geografía
Según la Oficina del Censo, el área censal tiene un área total de 54 204 km² (20 928,2 mi²), de la cual 48 367 km² (18 674,5 mi²) es tierra y 5837 km² (2253,7 mi²) (10.77%) es agua.

### Boroughs y áreas censales adyacentes
- Área censal de Bethel (oeste/norte)
- Borough de Lake and Peninsula (este)

## Demografía
Según el censo de 2000, había 4,922 personas, 1,529 hogares y 1,105 familias residiendo en la localidad. La densidad de población era de 0 hab./km². Había 2,332 viviendas con una densidad media de 0 viviendas/km². El 21.64% de los habitantes eran blancos, el 0.37% afroamericanos, el 70.13% amerindios, el 0.61% asiáticos, el 0.02% isleños del Pacífico, el 0.55% de otras razas y el 6.68% pertenecía a dos o más razas. El 2.26% de la población eran hispanos o latinos de cualquier raza.

## Localidades
- Aleknagik
- Clark's Point
- Dillingham
- Ekwok
- Koliganek
- Manokotak
- New Stuyahok
- Portage Creek
- Togiak
- Twin Hills